# Eschbach (Vesder)
De Eschbach is een beek in de provincie Luik in België. De beek ligt op de Hoge Venen ten zuidoosten van Eupen en ten zuiden van Roetgen. Het is een zijrivier van de Vesder (Weser). De beek ontspringt in de gemeente Eupen, stroomt in noordoostelijke richting en vormt grotendeels de gemeentegrens tussen Eupen en Raeren. Daar waar de gemeentegrens richting het zuidoosten afbuigt mondt de Steinbach in de Eschbach uit. De beek stroomt vervolgens nog ruim een kilometer in noordelijke richting om daar in de Vesder uit te monden